# Флора Африки

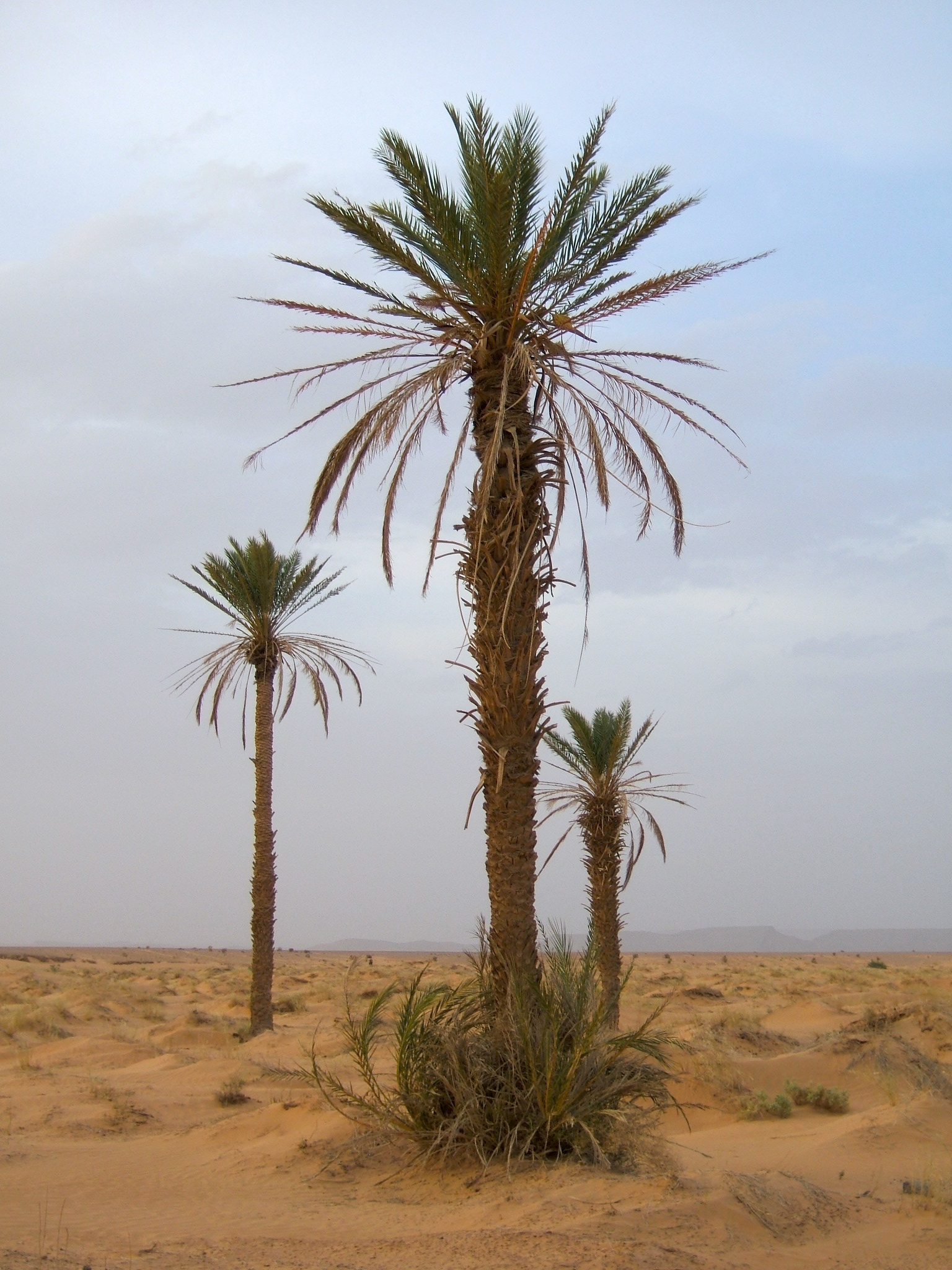
Финиковая пальма в сахарском оазисе Эрг-Шебби

Флора субтропического, тропического, экваториального и субэкваториального поясов Африки разнообразна. Повсеместно произрастают сейба, пипдатения, терминалия, комбретум, брахистегия, изоберлиния, пандан, тамаринд, росянка, пузырчатка, пальмы и многие другие. В саваннах преобладают невысокие деревья и колючие кустарники (акация, терминалия, буш).
Растительность пустынь, наоборот, скудна, состоит из небольших сообществ трав, кустарников и деревьев, произрастающих в оазисах, высотных районах, и вдоль воды. Во впадинах встречаются устойчивые к соли растения-галофиты. На наименее обеспеченных водой равнинах и плато произрастают виды трав, небольших кустов и деревьев, устойчивых к засухам и жаре. Флора пустынных областей хорошо приспособлена к нерегулярности осадков. Это отражается в большом разнообразии физиологических адаптаций, предпочтениях места обитания, создании зависимых и родственных сообществ и стратегий воспроизводства. Многолетние засухоустойчивые злаки и кустарники имеют обширную и глубокую (до 15—20 м) корневую систему. Многие из травяных растений — эфемеры, которые могут производить семена за три дня после достаточного увлажнения и высеивать их в течение 10—15 дней после этого.
В горных районах пустыни Сахара встречается реликтовая неогеновая флора, зачастую родственная средиземноморской, много эндемиков. Среди реликтовых древесных растений, произрастающих в горных районах — некоторые виды олив, кипариса и мастиковое дерево. Также представлены виды акации, тамарисков и полыни, дум-пальма, олеандр, финик пальчатый, тимьян, эфедра. В оазисах возделывают финики, инжир, оливковые и фруктовые деревья, некоторые цитрусовые, различные овощи. Травяные растения, произрастающие во многих частях пустыни, представлены родами триостница, полевичка и просо. На побережье Атлантического океана растёт прибрежница и другие солестойкие травы. Различные комбинации эфемеров образуют сезонные пастбища, называемые ашебами. В водоёмах встречаются водоросли.
Во многих пустынных областях (реки, хамады, частично скопления песков и т. д.) растительный покров вообще отсутствует. Сильное воздействие на растительность почти всех областей оказала деятельность человека (выпас скота, сбор полезных растений, заготовка топлива и т. п.).
Примечательное растение пустыни Намиб — вельвичия (Welwitschia mirabilis). Оно отращивает два гигантских листа, медленно растущие всю её жизнь (более 1000 лет), которые могут превысить 3 метра в длину. Листья прикрепляются к стеблю, который напоминает огромную редиску конической формы диаметром от 60 до 120 сантиметров, и торчит из земли на 30 сантиметров. Корни Вельвичия уходят в землю на глубину до 3 м. Вельвичия известна своей способностью расти в чрезвычайно сухих условиях, используя росу и туман как основной источник влаги. Вельвичия — эндемик для северного Намиба — изображена на государственном гербе Намибии.
В чуть более влажных местах пустыни встречается другое известное растение Намиба — нара (Acanthosicyos horridus), (эндемик), который растёт на песчаных дюнах. Её плоды составляют пищевую базу и источник влаги для многих животных, африканских слонов, , дикобразов и пр.